# Duch zespołowy
Duch zespołowy (również duch drużyny; z niem. Teamgeist) – pozytywna społeczna cecha grupy ludzi albo drużyny, najczęściej w sporcie. Drużyna pozostaje razem, żeby móc spełnić określone zadania. To stawia na pierwszym planie grupę ludzi, a nie pojedynczą osobę. Duch zespołu jest silniejszą formą poczucia spójności i  w przeciwieństwie do samego poczucia spójności wyraża się we wzajemnym poparciu członków grupy. Samo pojęcie  poczucia wspólnoty grupowej zostało wprowadzone wyłącznie dla osiągnięcia wspólnego celu.
Oficjalną piłkę MŚ 2006 w Niemczech oraz rozgrywek ligi Major League Soccer (USA) w roku 2006 nazwano Teamgeist.